# Phường 2, thị xã Duyên Hải
Phường 2 là một phường thuộc thị xã Duyên Hải, tỉnh Trà Vinh, Việt Nam.

## Địa lý
Phường 2 nằm ở phía bắc thị xã Duyên Hải, có vị trí địa lý:
- Phía đông giáp xã Trường Long Hòa
- Phía tây giáp xã Long Hữu và xã Long Toàn
- Phía nam giáp Phường 1
- Phía bắc giáp xã Long Hữu.

Phường 2 có diện tích 11,57 km², dân số năm 2023 là 14.026 người, mật độ dân số đạt 1.212 người/km².

## Hành chính
Phường 2 được chia thành 4 khóm: 1, 2, 30/4, Phước Bình.

## Lịch sử
Ngày 15 tháng 5 năm 2015, Ủy ban Thường vụ Quốc hội ban hành Nghị quyết số 934/NQ-UBTVQH13 về việc thành lập Phường 2 trên cơ sở 790,67 ha diện tích tự nhiên và 6.253 người của xã Long Toàn, 362,73 ha diện tích tự nhiên và 6.456 người của xã Long Hữu.
Sau khi thành lập, Phường 2 có 1.153,40 ha diện tích tự nhiên và 12.709 người.